# دیتر گرابه
دیتر گرابه (انگلیسی: Dieter Grabe؛ زادهٔ ۱۳ سپتامبر ۱۹۴۵) دوچرخه‌سوار اهل آلمان است.